# 2. deild 2020
La 2. deild 2020 fue la 45ª temporada de fútbol de tercer nivel de las Islas Feroe. La temporada comenzó el 30 de mayo de 2020 y finalizó el 3 de noviembre del mismo año.

## Tabla de posiciones
| Pos. | Equipo          | Pts. | PJ | G  | E | P  | GF | GC | Dif. | Clasificación 2020          |
| ---- | --------------- | ---- | -- | -- | - | -- | -- | -- | ---- | --------------------------- |
| 1    | Skála ÍF II     | 46   | 18 | 15 | 1 | 2  | 70 | 15 | +55  | Inelegible para ascender    |
| 2    | FC Suðuroy      | 43   | 18 | 14 | 1 | 3  | 67 | 19 | +48  | Ascenso a la 1. deild 2021  |
| 3    | EB/Streymur II  | 40   | 18 | 13 | 1 | 4  | 68 | 25 | +43  | Ascenso a la 1. deild 2021  |
| 4    | B68 Toftir II   | 32   | 18 | 10 | 2 | 6  | 43 | 32 | +11  |                             |
| 5    | TB II           | 21   | 18 | 6  | 3 | 9  | 32 | 57 | −25  |                             |
| 6    | NSÍ Runavík III | 19   | 18 | 6  | 1 | 11 | 42 | 53 | −11  |                             |
| 7    | Undrið          | 18   | 18 | 6  | 0 | 12 | 27 | 49 | −22  |                             |
| 8    | Royn Hvalba     | 16   | 18 | 4  | 4 | 10 | 24 | 57 | −33  |                             |
| 9    | KÍ III          | 15   | 18 | 5  | 3 | 10 | 40 | 59 | −19  | Descenso a la 3. deild 2021 |
| 10   | Víkingur III    | 9    | 18 | 3  | 0 | 15 | 30 | 77 | −47  | Descenso a la 3. deild 2021 |

Actualizado a los partidos jugados el 3 de noviembre de 2020.
 Fuente: Faroe Soccer
Notas:
1. ↑  KÍ III se le descontaron 3 puntos.

## Goleadores
- Actualizado el 3 de noviembre de 2020.

| Pos. | Jugador Dávid Dam   | Equipo         | Goles |
| ---- | ------------------- | -------------- | ----- |
| 1    | Ari Poulsen         | Suðuroy        | 20    |
| 2    | Dávid Dam           | Undrið         | 12    |
|      | Frank Poulsen       | Skála II       | 12    |
| 4    | Jóhan Johansen      | Skála II       | 11    |
| 5    | Jákup Anthoniussen  | Skála II       | 10    |
|      | Jonleif Højgaard    | B68 II         | 10    |
| 7    | Debes Danielsen     | NSÍ III        | 9     |
|      | Jónstein Magnussen  | EB/Streymur II | 9     |
|      | Dávid Lisberg       | FC Suðuroy     | 9     |
| 10   | Pætur Augustinussen | FC Suðuroy     | 8     |
|      | Fróði Benjaminsen   | Skála II       | 8     |